# دوسر سميك
الدوسر السميك (الاسم العلمي: Aegilops crassa) نوع نباتي يتبع جنس الدوسر من الفصيلة النجيلية. 

## البيئة والانتشار
موطنه بلاد الشام وتركيا والقوقاز.